# Capparis spinosa
Capparis spinosa är en art tillhörande släktet Capparis inom kaprisväxterna och beskrevs av Carl von Linné 1753 i Species Plantarum.
Artnamnet spinosa är latin och betyder försedd med taggar.
Till Capparis spinosa har tidigare förts ett antal underarter och varieteter vilka nu betraktas som egna arter:
- Capparis aegyptia
- Capparis cartilaginea
- Capparis himalayensis
- Capparis mariana
- Capparis mucronifolia
- Capparis nummularia
- Capparis orientalis
- Capparis ovata (betraktas dock ofta som synonym till C. spinosa)
- Capparis pyracantha
- Capparis sicula

Blomknopparna av Capparis spinosa används som kapris och C. spinosa är den viktigaste arten för detta ändamål, speciellt som odlad.